# Botó (roba)

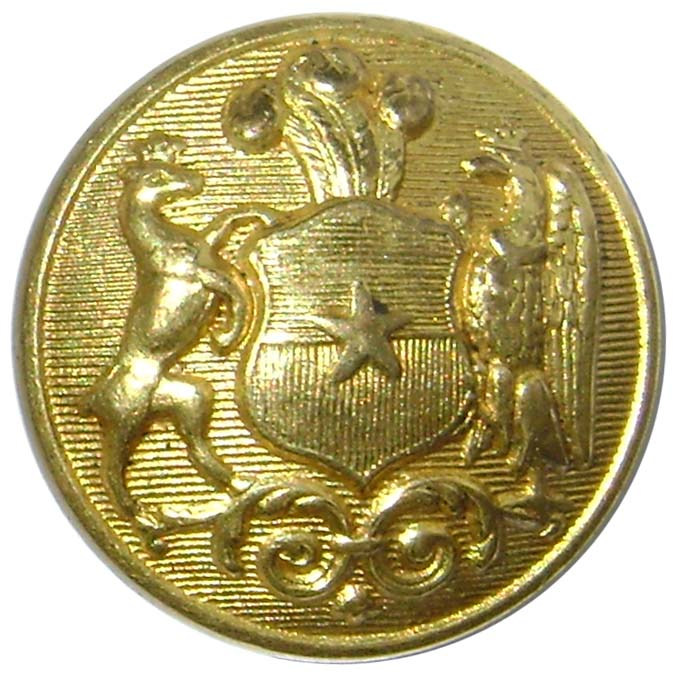
Botó de bronze usat per l'exèrcit de Xile.

El botó és un disc, generalment pla, cosit a una peça de roba i que serveix per a tancar-la tot passant-lo per un trau o per una baga. També pot anar recobert de tela. A més de la funció pràctica serveix sovint com a ornament de la roba.

## Tipologia
Hi ha una enorme diversitat de botons pel que fa al color i la forma. Emperò, es distingeix bàsicament entre botó de forats i botó d'argolla. També hi ha el botó de pressió (o fermall de pressió o clec), inventat pel danès Bertel Sanders el 1885 i força difós avui dia, sobretot en peces esportives o informals. La majoria de botons són rodons, però n'hi ha en tota mena de formes. Quant als materials, els més habituals són metall, plàstic i nacre i, antigament, banya.

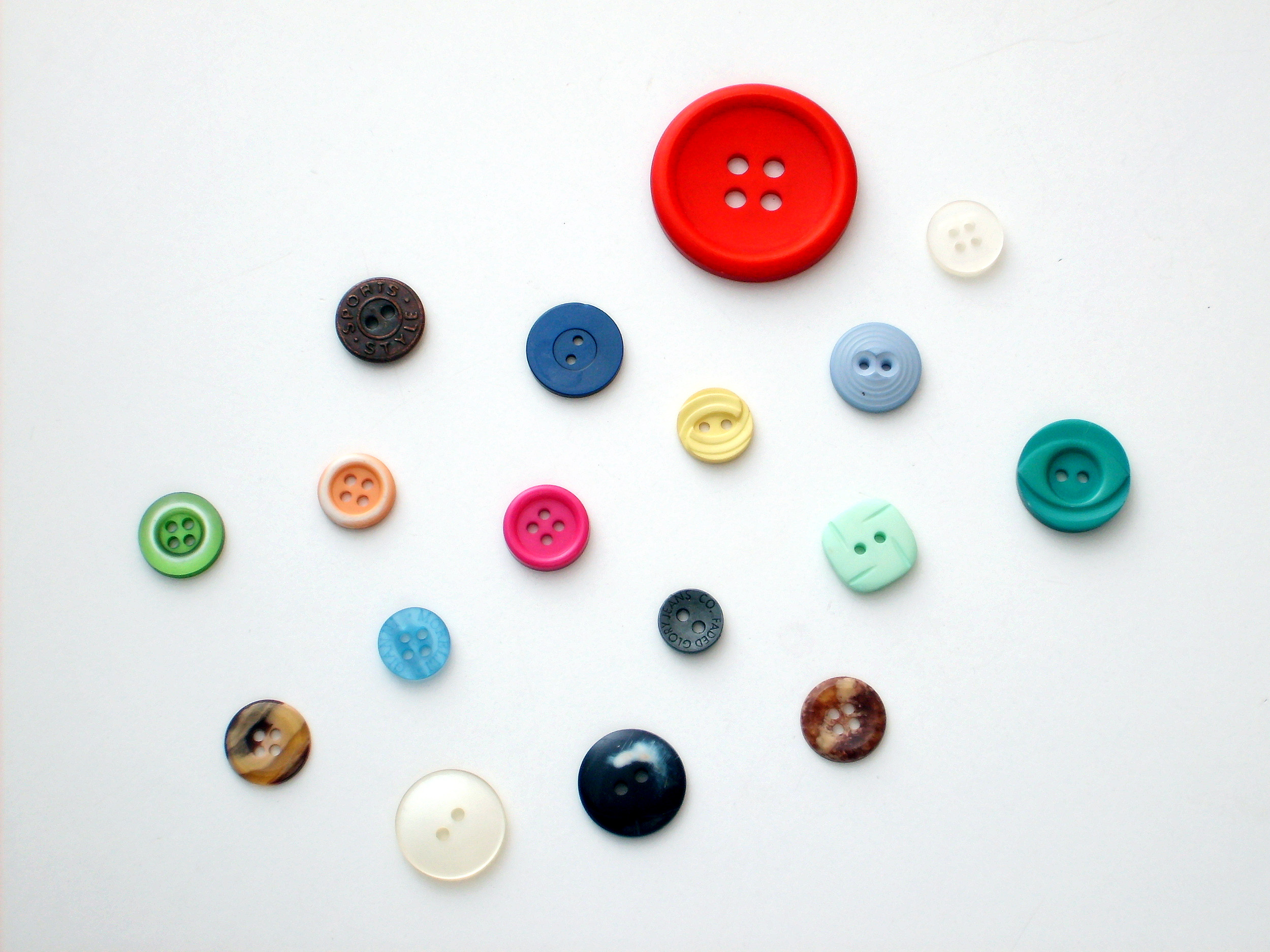
Botons corrents de diverses mides, colors, formes i materials.

## Història
Els botons existeixen des de l'Antiguitat, però amb funció merament ornamental; se n'han trobat restes a jaciments de la civilització de la vall de l'Indus. Com a estris pràctics per a subjectar la roba apareixen a l'Europa Occidental cap al segle xiii.

## Ús militar
Tradicionalment els botons militars duen emblemes (estatal, d'arma, d'unitat, etc.), i en conjunt presenten gran diversitat i interès documental i, sovint, fins estètic, motius pels quals són un dels elements més populars del col·leccionisme d'objectes militars. Acostumen d'ésser de metall daurat o argentat, i cal polir-los perquè llueixin en sortir de passeig o de permís, així com en ocasions de gala. En la primera meitat del segle XX els uniformes de campanya encara usaven botons d'aquest tipus; però, dins la lògica d'adoptar una indumentària mimètica amb el terreny, es deixaven sense polir per tal que adoptessin un to mat. Els botons dels uniformes de diari i campanya actuals, en canvi, acostumen d'ésser senzills i llisos, en material plàstic, del color de l'uniforme i sovint sense emblemes, contrastant amb els botons dels uniformes de passeig i gala, que preserven els usos tradicionals.

## Curiositats sobre els botons
- Hi ha una fòbia als botons anomenada coumponofòbia
- Són un dels elements típics de col·leccionisme (filubanomisme)
- A les peces superiors, tals com jaquetes, camises, etc., la tradició marca que els botons se situïn en costats oposats segons que siguin per a home (a l'esquerra) o per a dona (a la dreta). Es diu que històricament això era determinat per motius pràctics: facilitava als homes d'empunyar l'espasa i a les dones de donar pit.